# Ark (Rockband)
Ark war eine britische Band aus Manchester, England.

## Bandgeschichte
ARK wurde 1998 in Manchester von Steve Hanley gegründet. Zuvor spielte er von 1979 bis 1998 in der Band The Fall. Nach einem Streit während eines Auftritts in New York verließ er die Band und gründete mit den ehemaligen Fall-Mitgliedern Karl Burns und Tommy Crooks ARK. Sänger der Band wurde Pete Keogh, der in den 1980er Jahren Bassist bei Marc Riley with the Creepers war und davor auch schon mit Steve Hanleys jüngerem Bruder Paul in der Band Kiss The Blade (die sich später in Shout Bamalam umbenannte) spielte. Paul Hanley war von 1980 bis 1985 als Schlagzeuger ebenfalls bei The Fall, kam als Keyboarder zu ARK, wechselte aber später an die Drums, als Karl Burns die Band verließ. Kurze Zeit später ging auch Tommy Crooks und wurde von Colin Burns ersetzt, der der Band schon vorher als Roadie geholfen hatte. Colin Burns (nicht verwandt mit Karl Burns) spielte in den 1980er Jahren in der Punk-Band The Junior Manson Slags.
2002 erschien die CD Brainsold. Auf ihr spielten neben Steve Hanley auch seine Söhne Matthew und Paul mit. Paul Hanley, der auf dem Album Keyboards spielt, hat bereits seine eigenen Bands, in denen er allerdings Schlagzeug spielt. Während seines Studiums am Manchester City Colleges spielte er in The Forest, verließ die Band aber nach der ersten Single-Veröffentlichung Living Room. Zurzeit ist er Schlagzeuger bei Sacred.
Steve Hanley und sein Bruder Paul spielen seit 2001 mit dem Inspiral-Carpets-Sänger Tom Hingley in der Band The Lovers. Nach der Single Yeah, die 2003 erschien, haben sie 2004 ihr Debütalbum Abba Are The Enemy veröffentlicht. Der Nachfolger Highlights ist im März 2008 schienen.

## Diskografie
- 2002: Brainsold (Urban Pyramid Records)